# Juan Suárez de Carbajal
Juan Suárez de Carbajal (o Carvajal) (Talavera de la Reina, c. 1485 – Toledo, 6 de octubre de 1584) fue un eclesiástico español que ocupó los cargos de obispo de Lugo y de comisario general de Cruzada.

## Biografía
Fue hijo de Pedro Suárez de Talavera y Catalina González de Carvajal, y hermano mayor de los conquistadores Illán y Benito Suárez de Carvajal. Fue el primer señor de la villa de Peñalver. Casado con Ana Girón de Loaysa, y por tanto tío del arzobispo de Toledo don García Loaysa y Girón, tuvo como hijo a Garci Suárez de Carvajal. 
Realizó estudio superiores en la Universidad de Salamanca. Hacia 1531 entra a formar parte como miembro del Consejo de Indias. Gracias a este puesto logró que sus hermanos pasaran al Nuevo Mundo en la expedición de Hernando Pizarro de 1534. Tras quedar viudo de doña Ana, se ordenó sacerdote. Fue nombrado arcediano de Talavera, canónigo doctoral de Sigüenza y arcipreste de Caracena. El 9 de septiembre de 1539 fue elegido por el rey Carlos I y confirmado por el papa Pablo III como obispo de Lugo. En 1546 en nombrado comisario general de Cruzada. El 10 de marzo de 1561 renunció a su cargo de obispo, y en 1562 abandonó el cargo de comisario general de Cruzada. En 1562, ya en su vejez, se retiró a Toledo, donde fue nombrado capellán mayor de la Capilla de los Reyes Nuevos.
Falleció en Toledo, en 1584, a los 99 años de edad. Fue enterrado en el convento de San Francisco de Talavera de la Reina.